# Kîrîiivșciîna, Borîspil
Kîrîiivșciîna (în ucraineană Кириївщина) este un sat în comuna Rohoziv din raionul Borîspil, regiunea Kiev, Ucraina.

## Demografie
Componența lingvistică a localității Kîrîiivșciîna
     Ucraineană (91,01%)
     Rusă (8,99%)
Conform recensământului din 2001, majoritatea populației localității Kîrîiivșciîna era vorbitoare de ucraineană (91,01%), existând în minoritate și vorbitori de rusă (8,99%).